# Pelješac

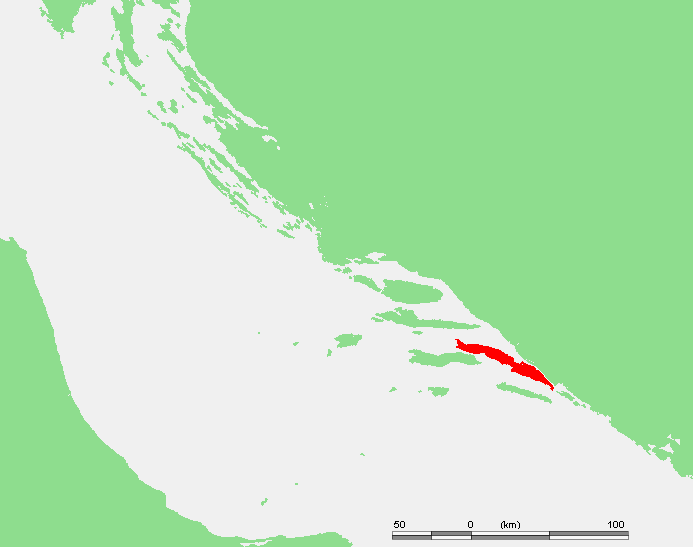
Localização da península.

Pelješac croata padrãoⓘ, dialecto local: Pelišacⓘ é uma península localizada no sul da Croácia, em Dubrovnik-Neretva, sendo a segunda maior península da país. A partir do istmo que começa em Ston, para a parte superior de Cabo Lovišta, ela é de 65 km maior. O nome Pelješac é derivado do nome de uma colina acima de Orebić. Ao longo da história, outros nomes tem sido usados como: "Stonski", "ponta Stagni", "Ponta de Stagno" e "Sabioncello". Sua principal cidade é Ston, com suas grandes fortificações, construídas pela Republica do Dubrovnik, que tem os segundos maiores muros na Europa e uma das mais antigas vidraças nesta parte do mundo. O estreito de Pelješac está localizado na sua outra ponta, que divide a península da ilha de Korčula.

## História
Pelješac foi descoberta muito cedo, próxima da idade da pedra Ilírios também habitaram habitam a península, na tribo Plereja, que também deixou para trás muitos traços da sua existência. Romanos vieram para Pelješac no século II A.C. e ficaram instalados até o durar a divisão do Império Romano. Depois Pelješac esteve sob a autoridade dos Bizantinos. No início dos da Idade Média, as fronteiras estavam em guerra e ao direito de propriedade sobre o Pelješac, em 1326, depois Dubrovnik conquistou a península em 1333, a partir do comando do imperador bósnio-sérvio Stephen Kotromanić. A chegada de Dubrovnik na península começou com ocorrente desenvolvimento em Pelješac. Abaixo da colina Podzvizd, foi construida a cidade Ston, e as suas paredes, que têm a missão de proteger a cidade. Feudalna foi o desenvolvimento da agricultura e das navegações (Stonski arsenal foi o segundo maior da República Dubrovnik) para fins de guerra, e também para o fim do tráfico de seres humanos. A regra de Dubrovnik durou de 1806 até 1808 quando a península foi ocupada pela França, e em seguida, abolida pela República Dubrovnik. O governo francês foi curto e não deixaou qualquer vestígio na península, durou até 1814. A raça austro-húngaro partilha até hoje o destino da região Dubrovnik.

## Clima e vegetação
Pelješac pertence ao Mar Adriático, seu tipo de clima é caracterizado por verões quentes, longos e secos. O inverno é ameno e úmido. A temperatura do ar é relativamente elevada durante todo o ano, e apenas durante os meses de janeiro e fevereiro são inferiores a 10 °C. A cobertura vegetal de Pelješac é rica e variada, encontra-se por toda a parte vários tipos de árvores que abrangem a península. Também possui grande quantidade de ervas medicinais e aromáticas: menta, alecrim, salvia, lavanda e manjerona.

## Galeria

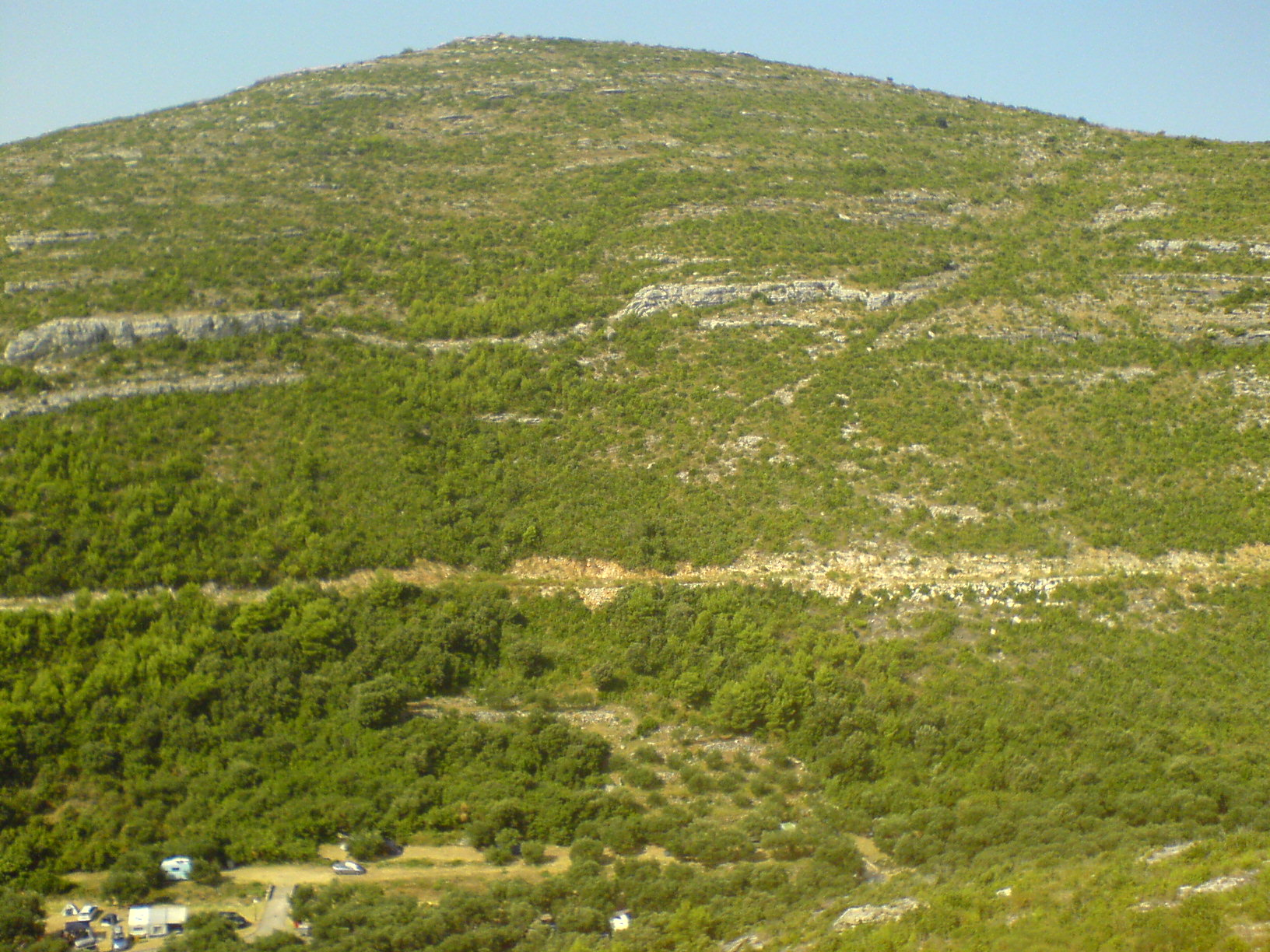
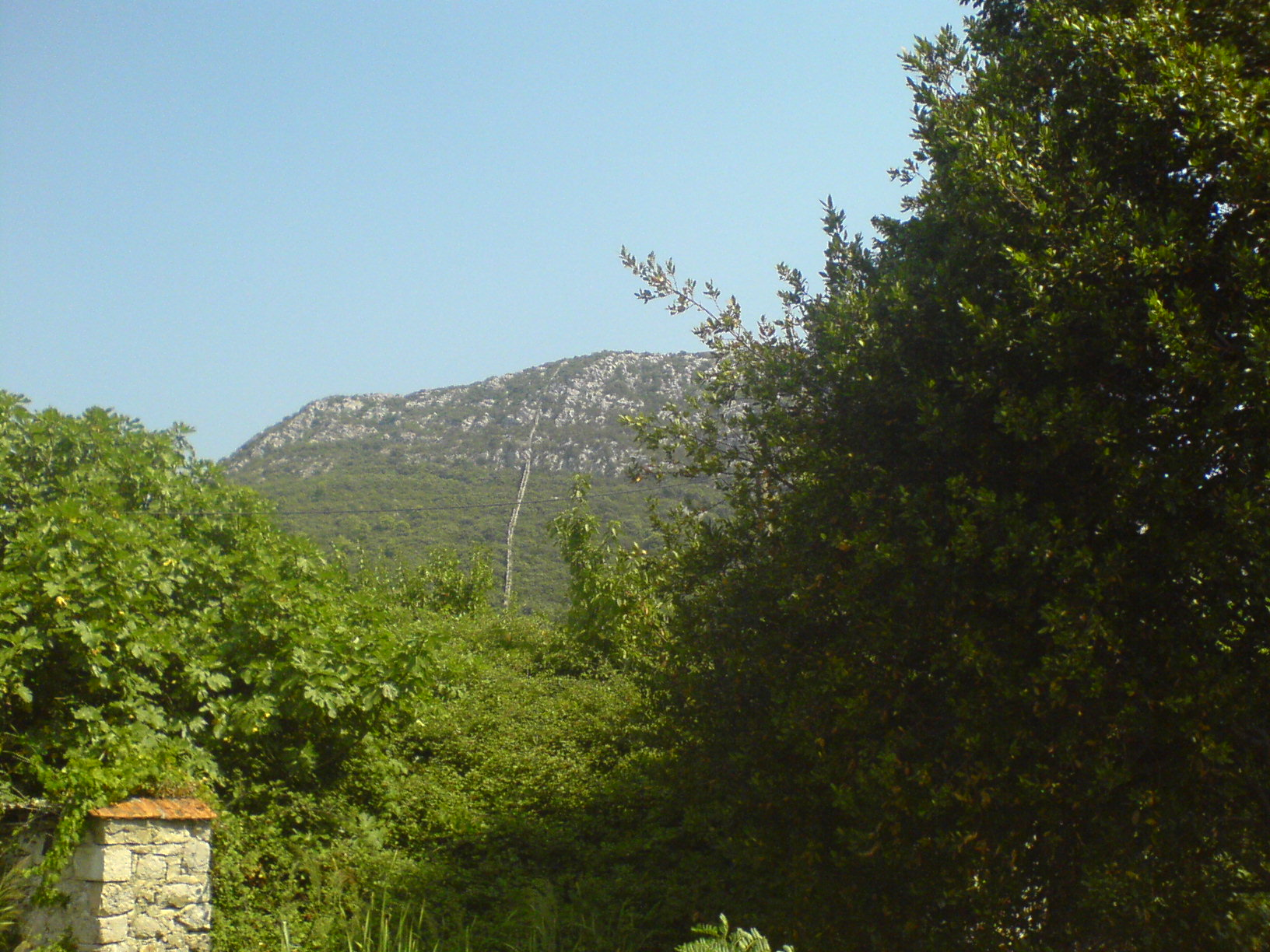
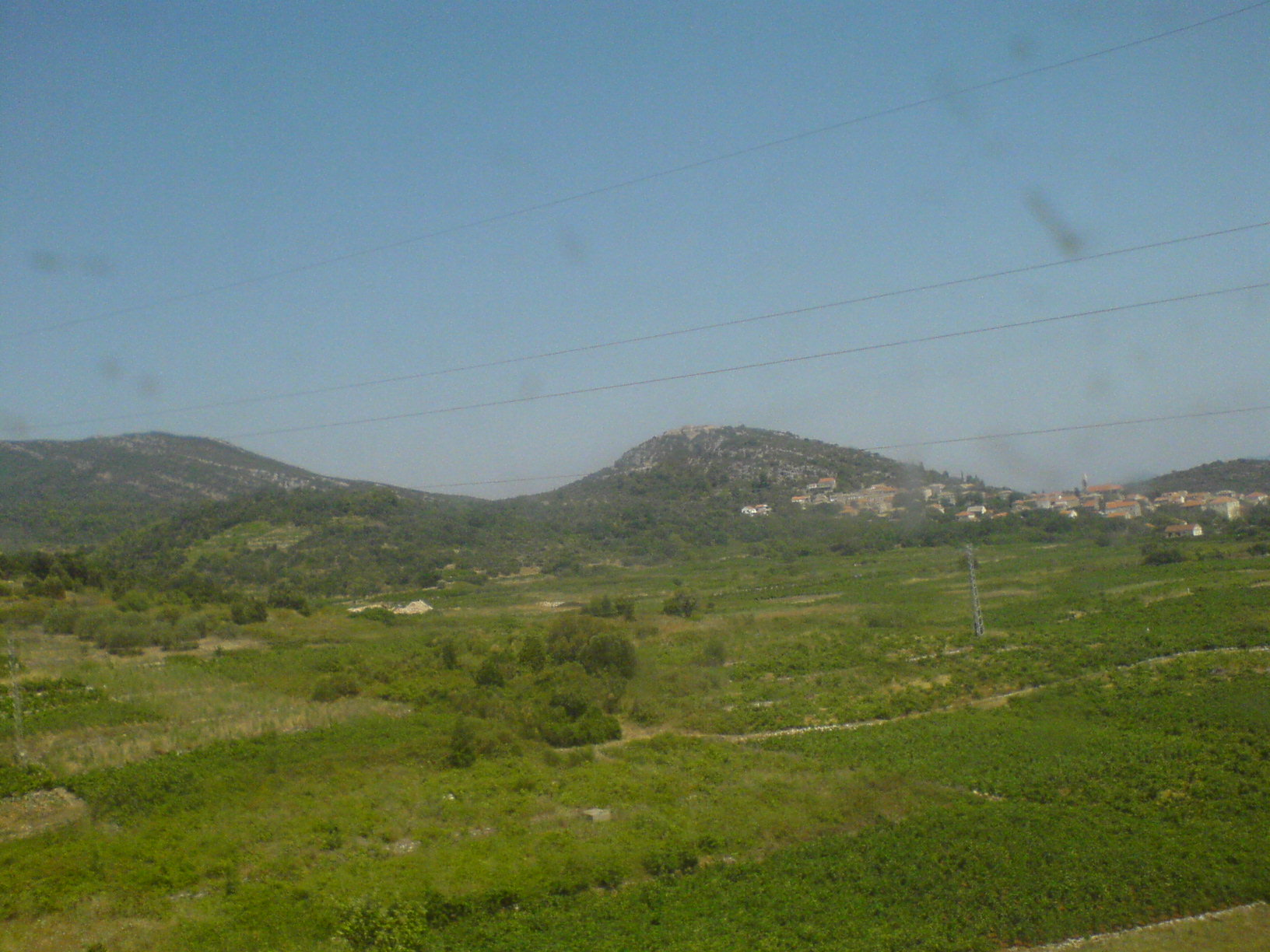
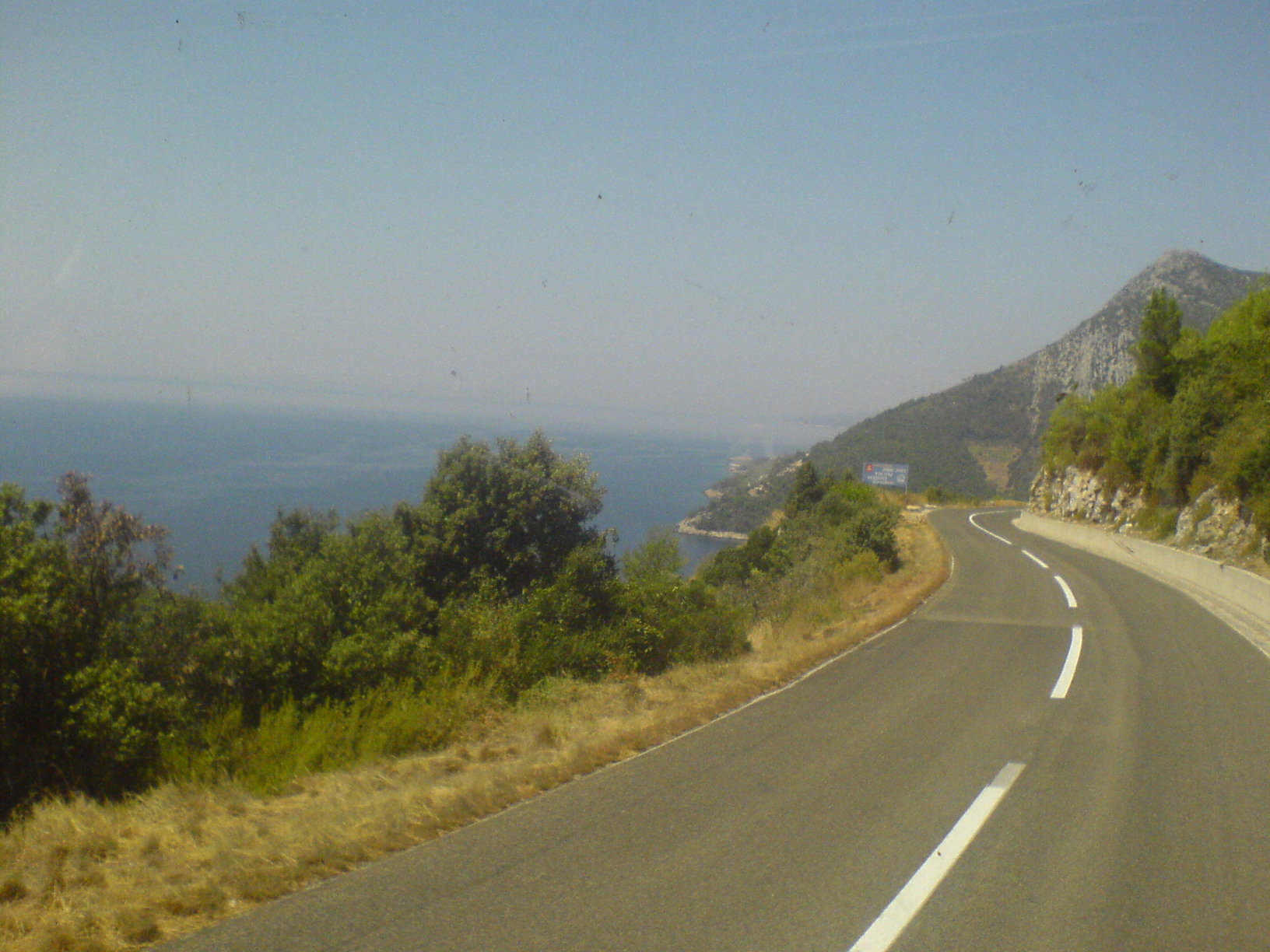
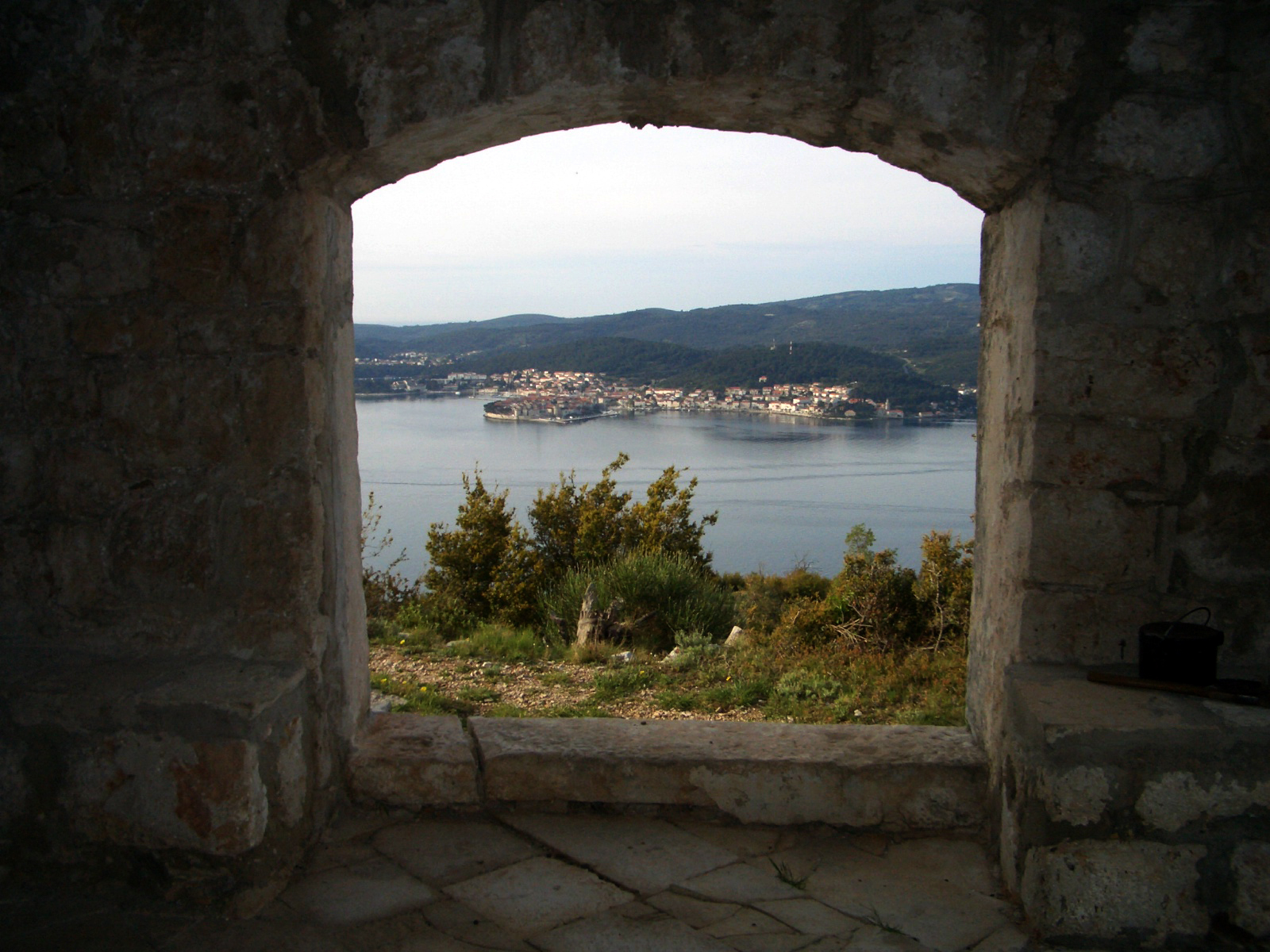
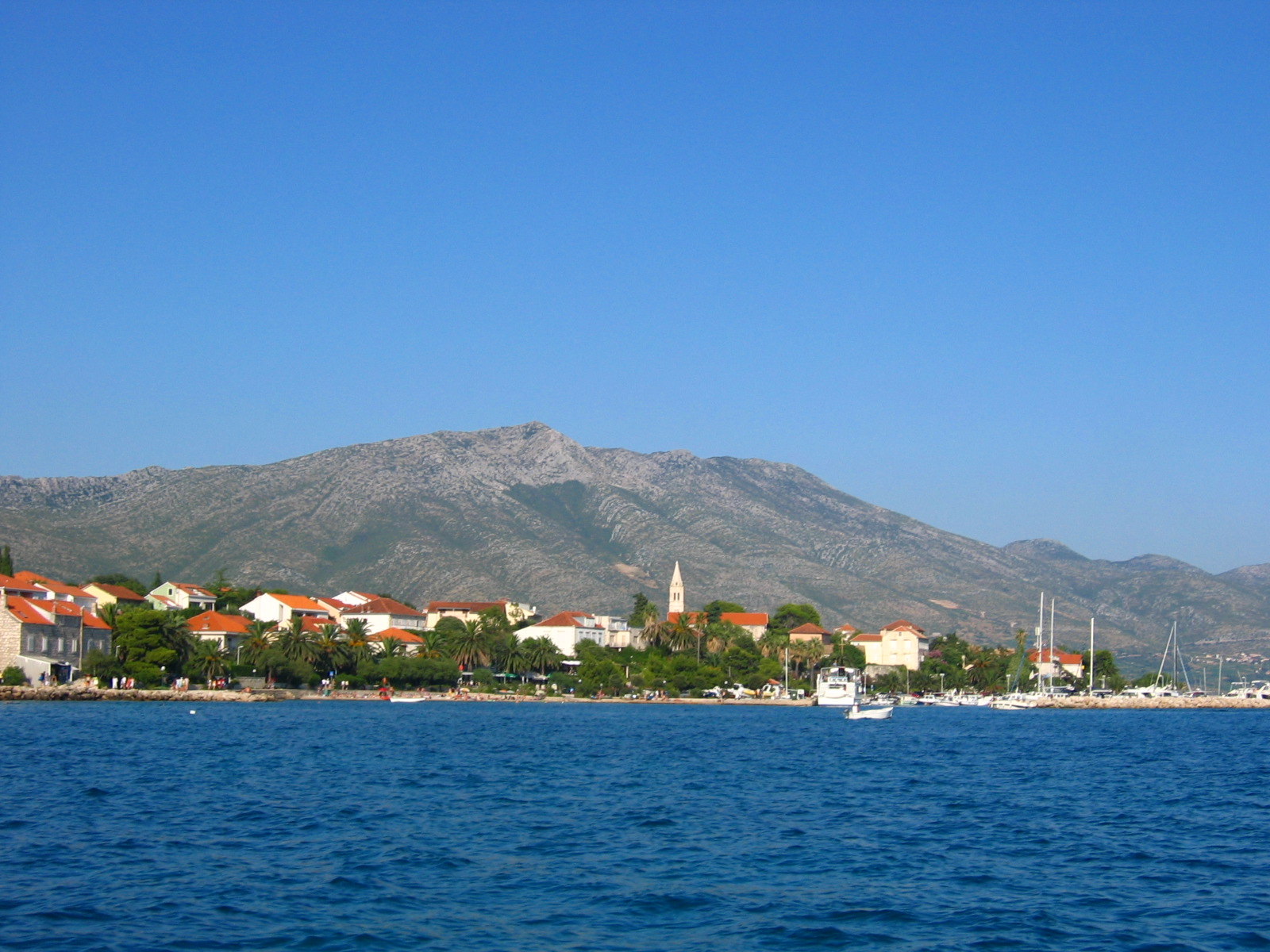
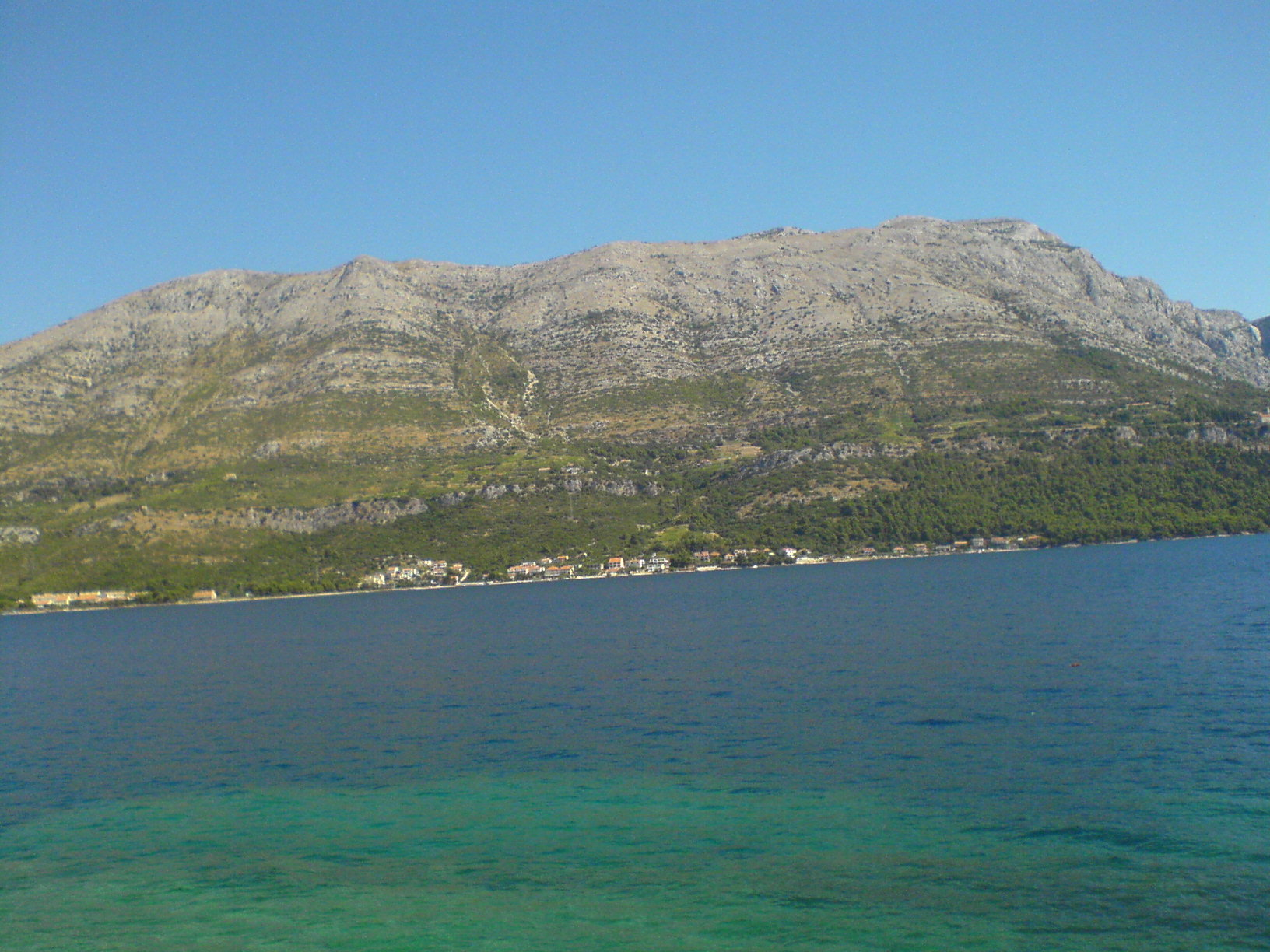
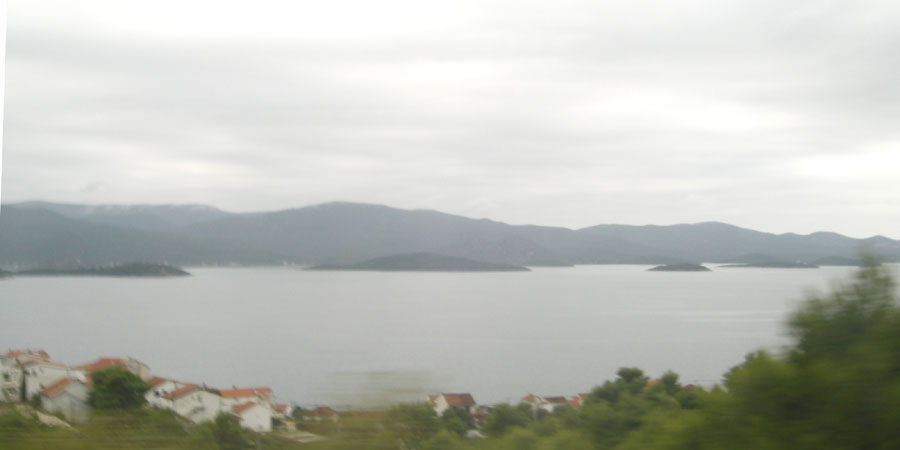
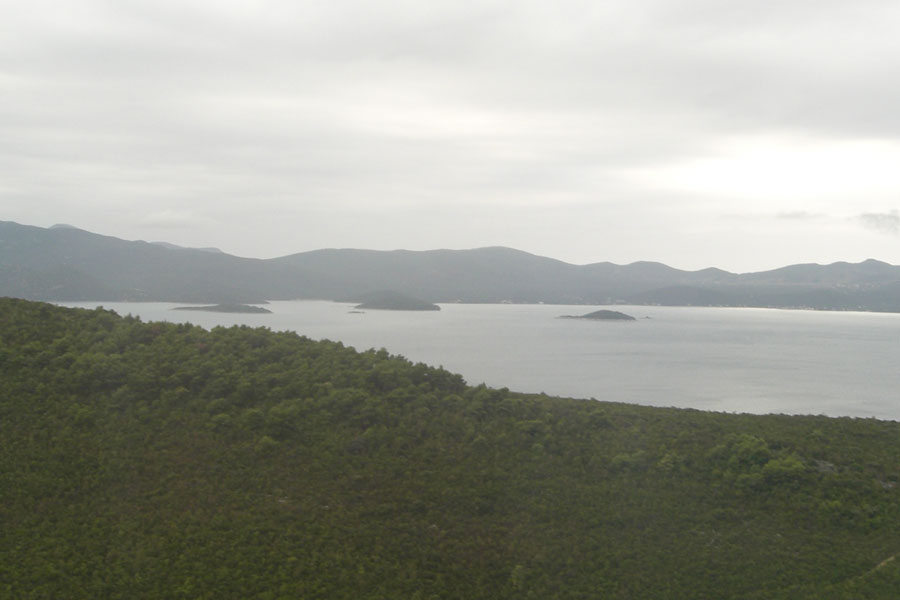
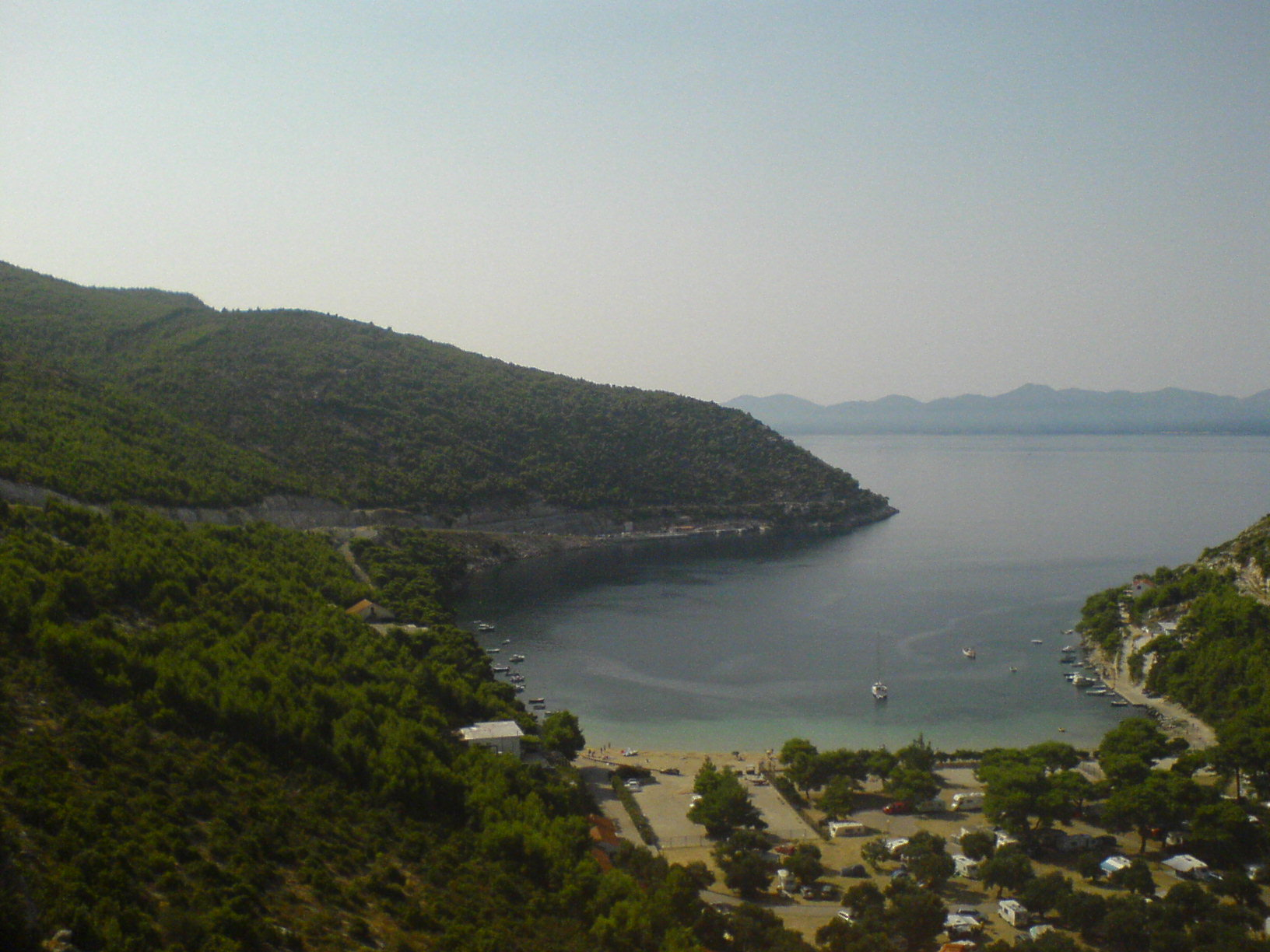
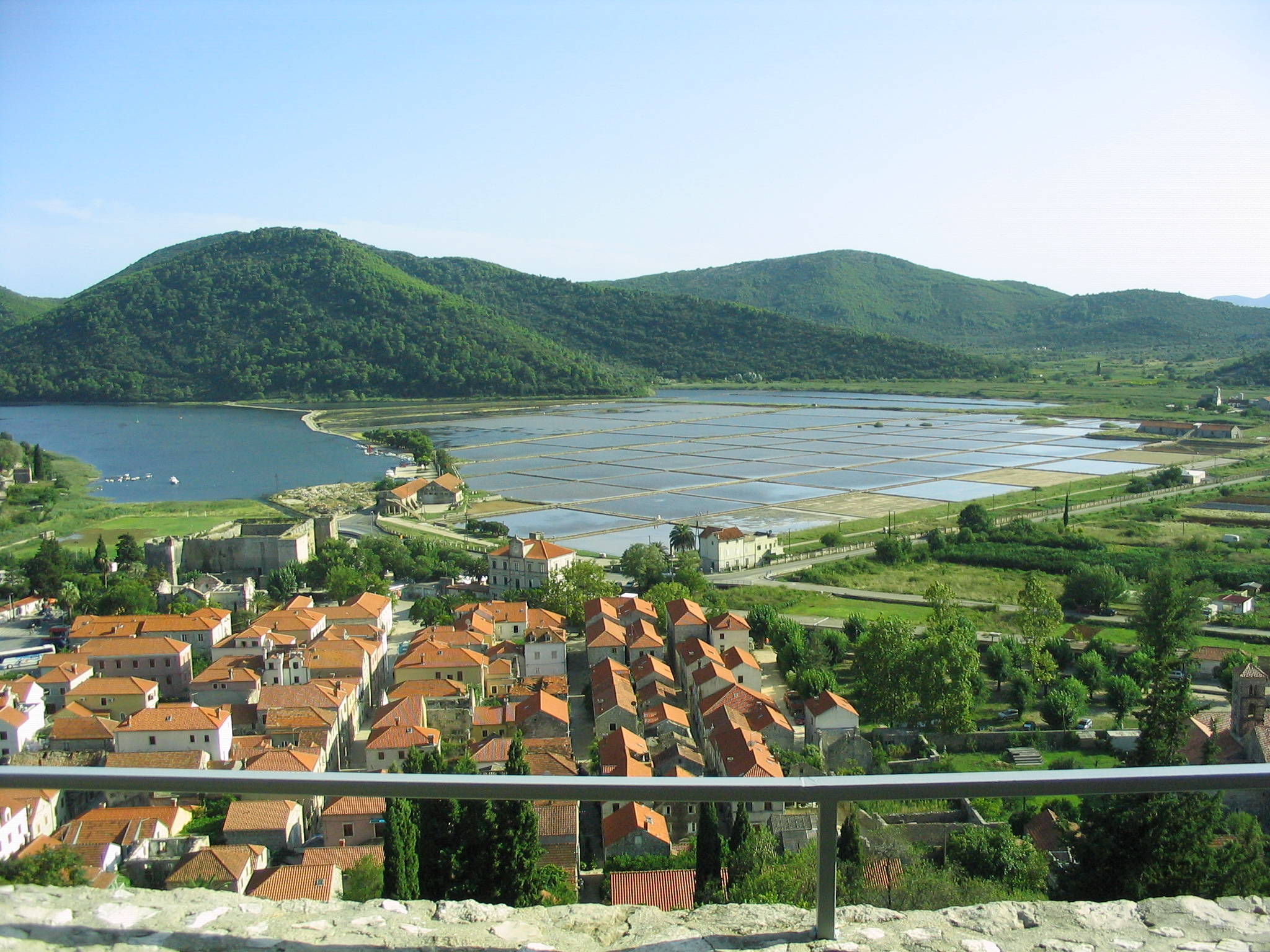
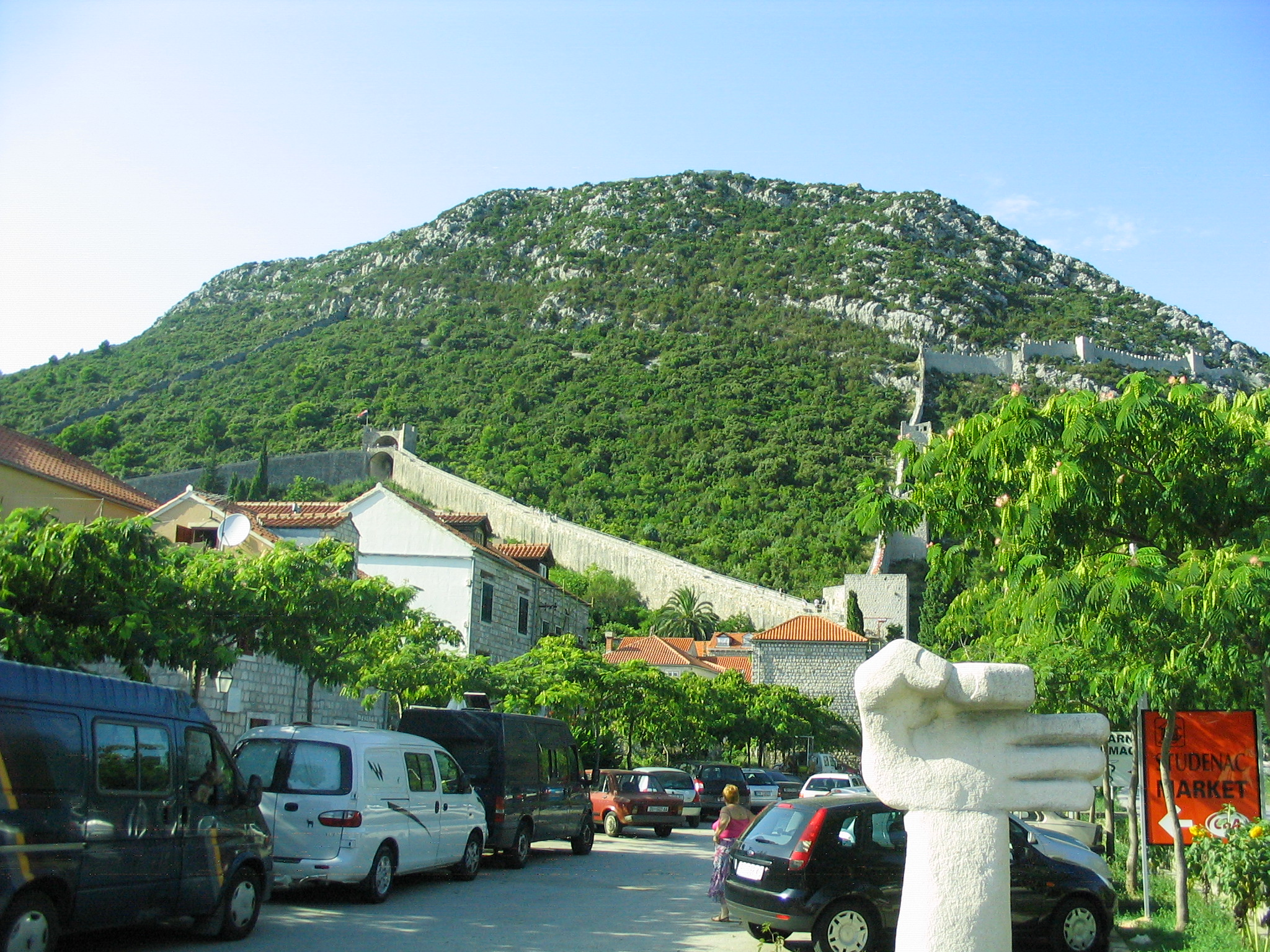
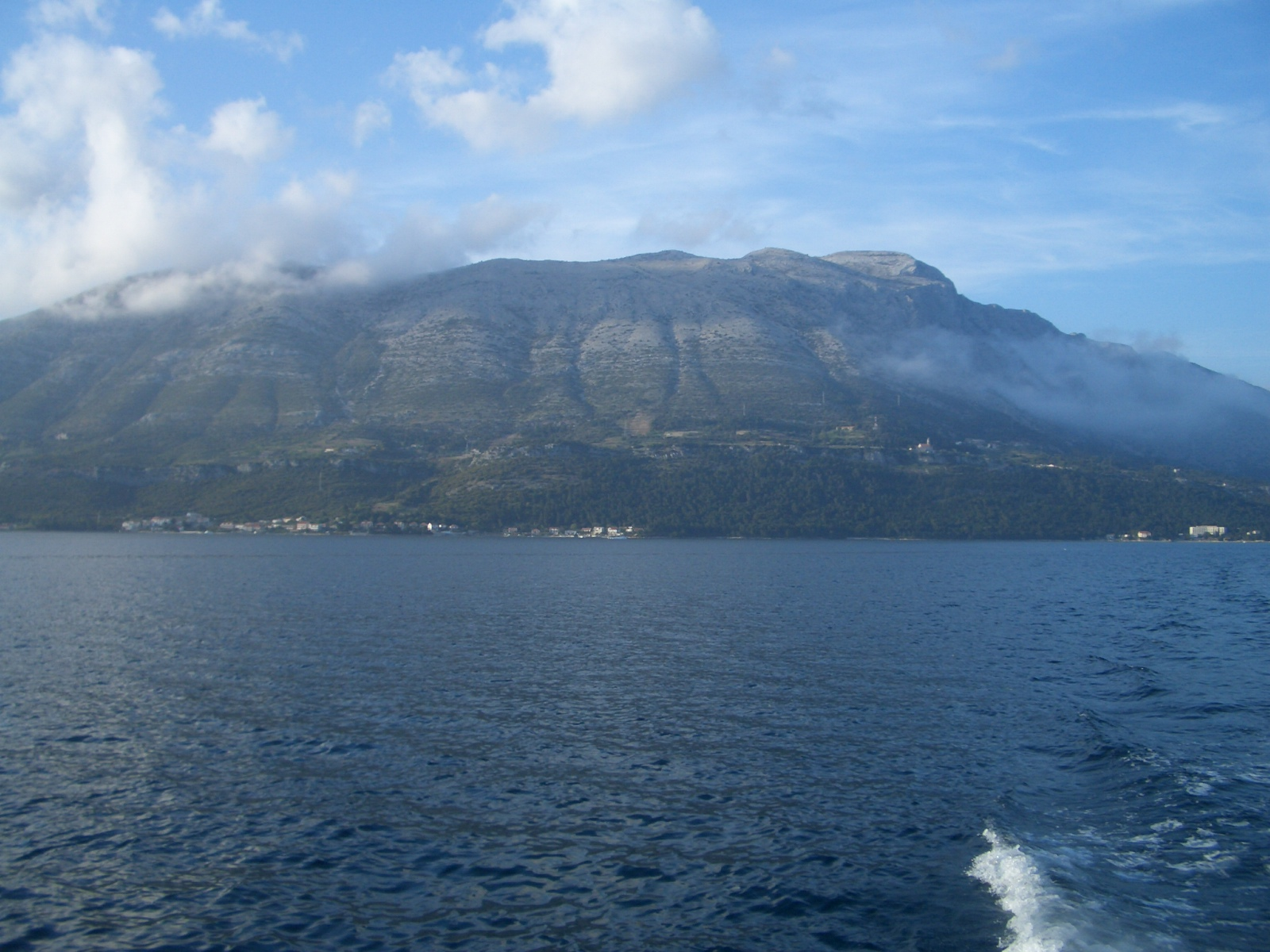
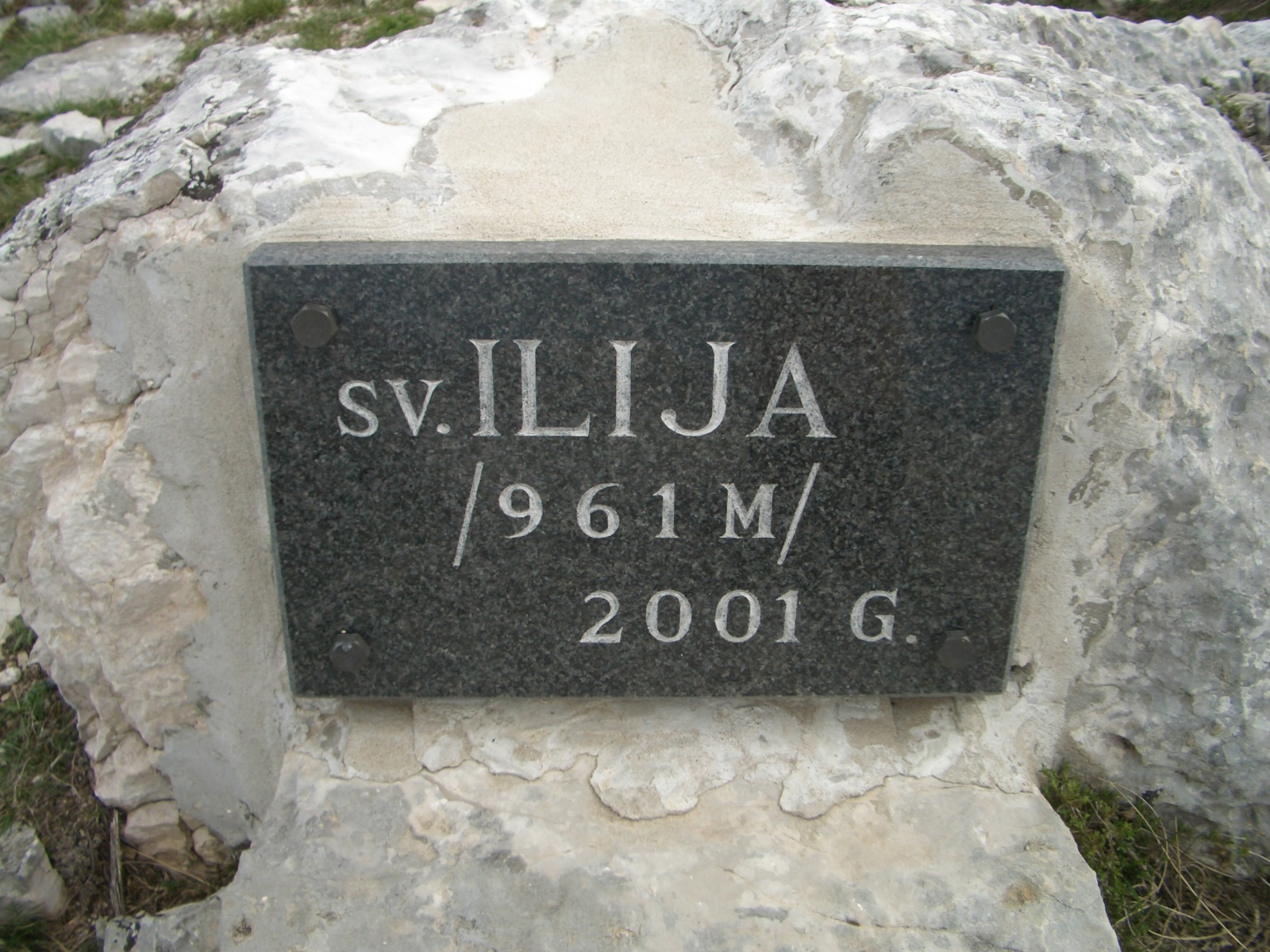
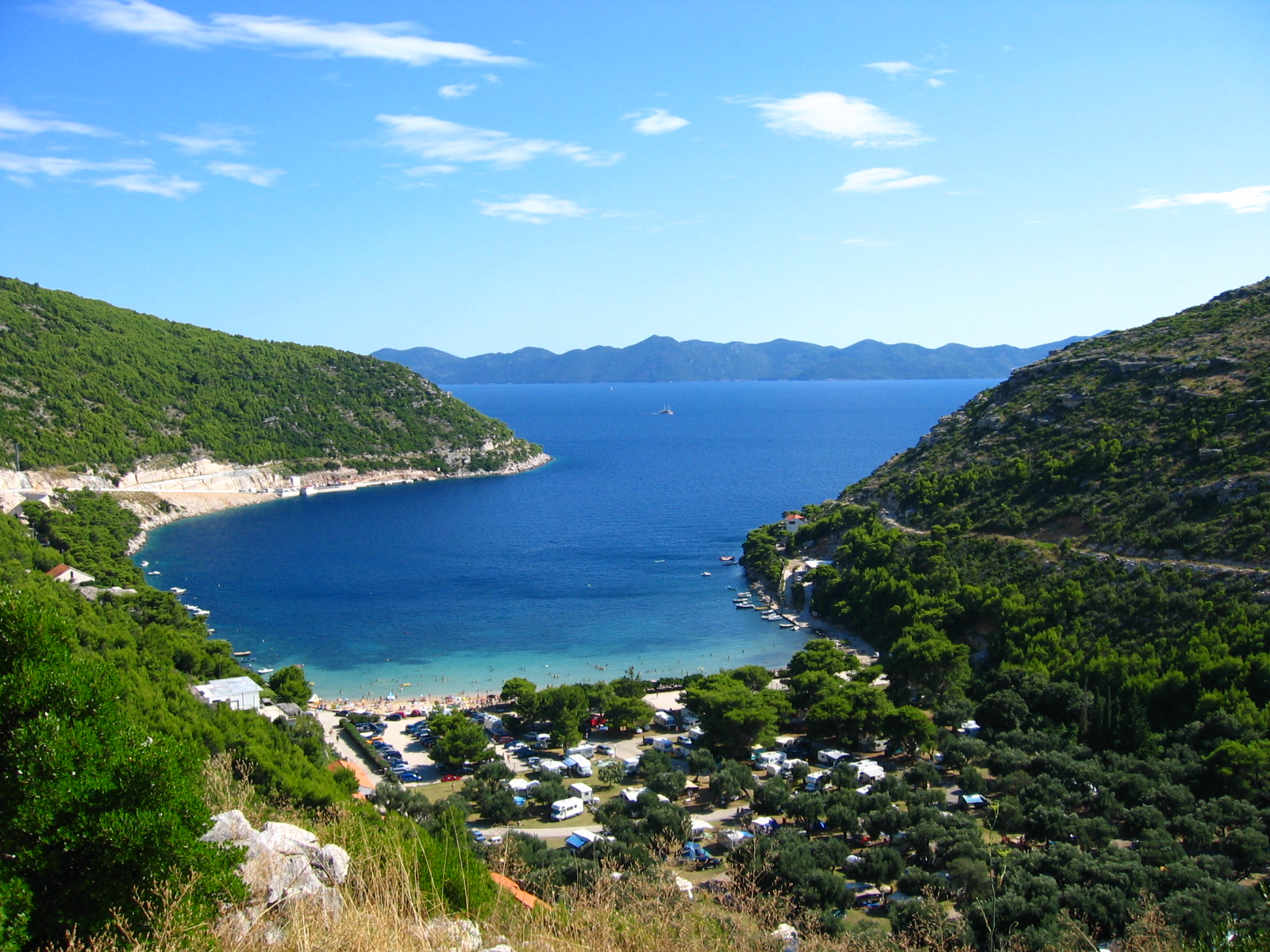
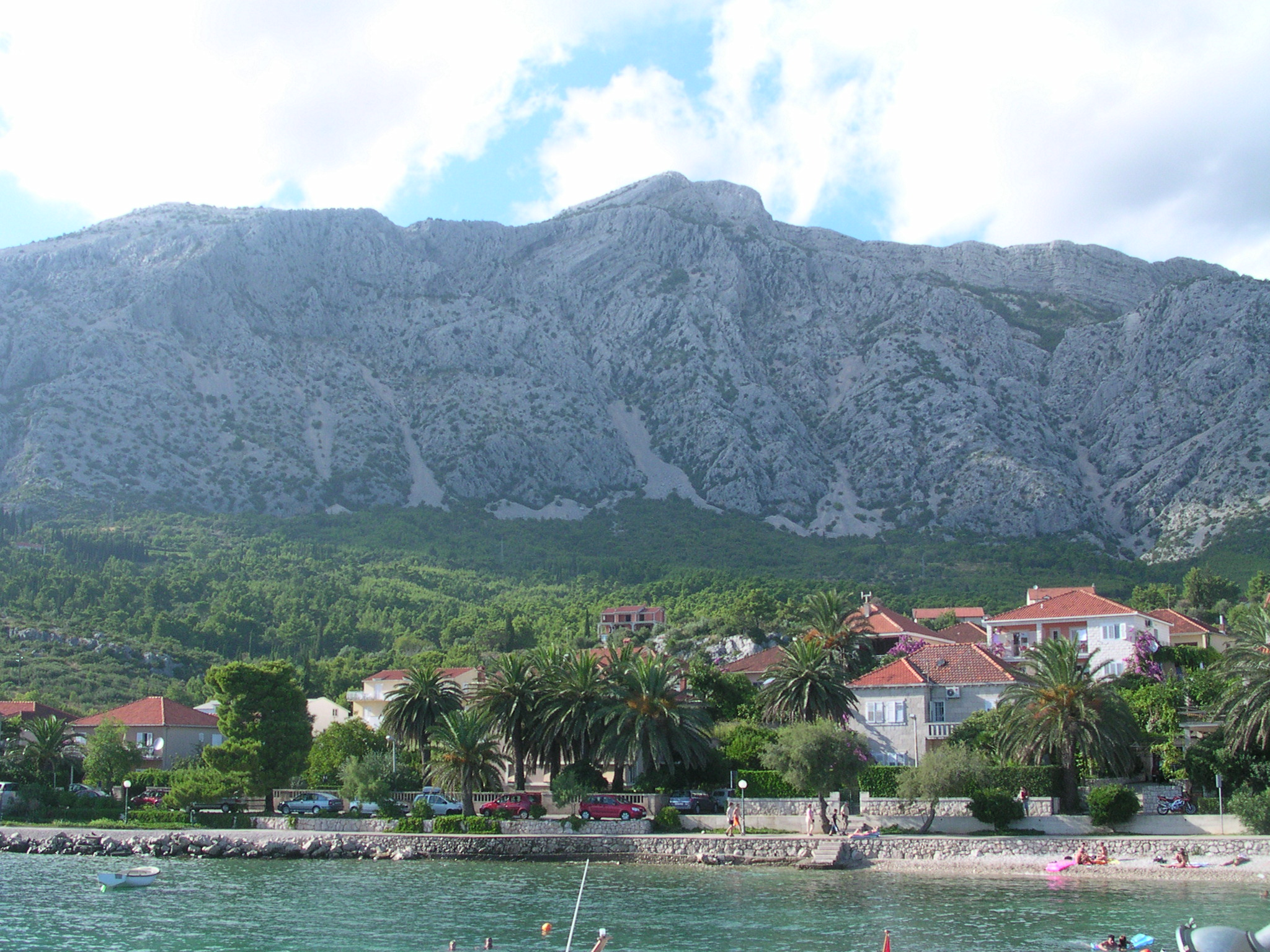
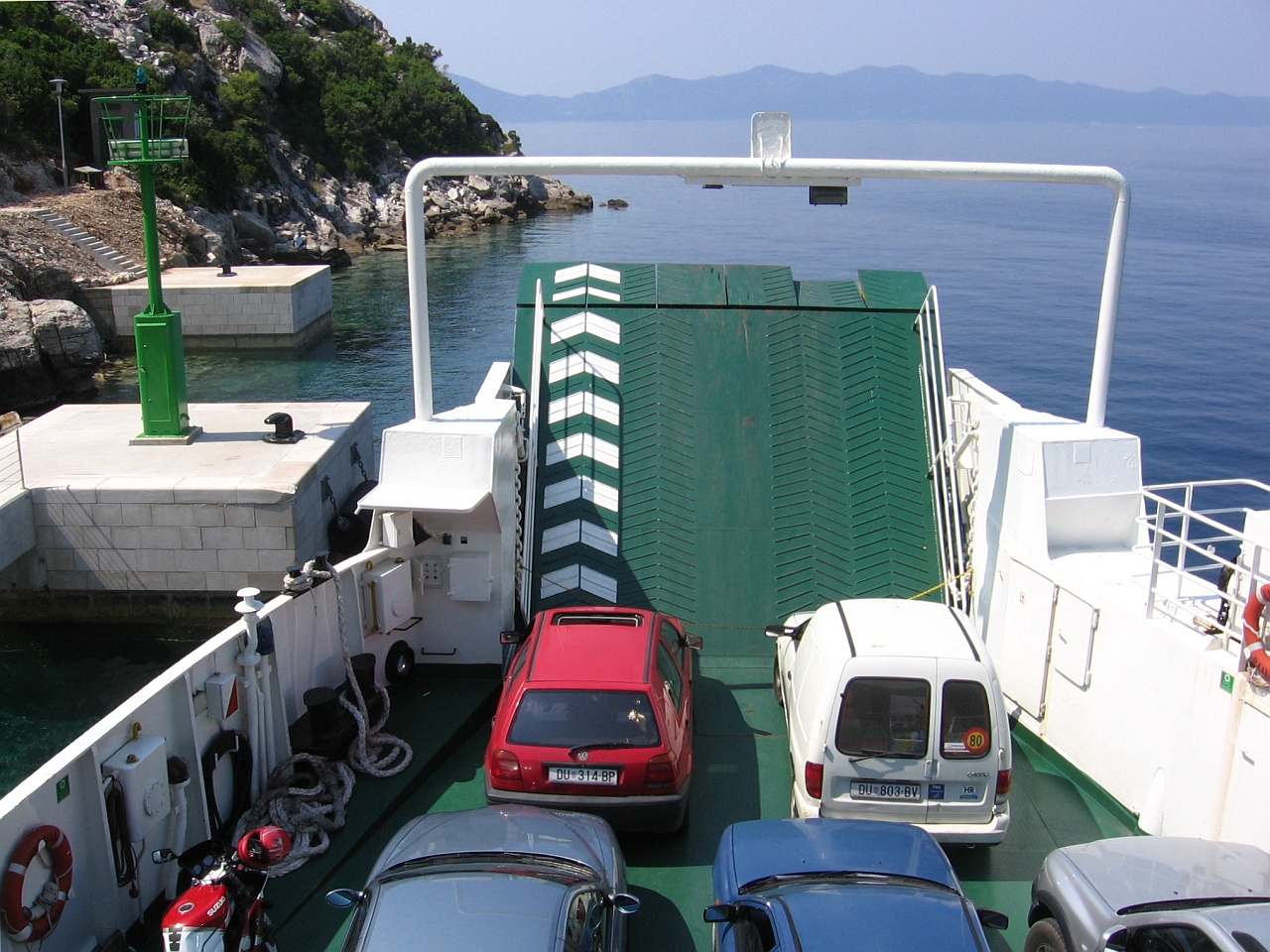
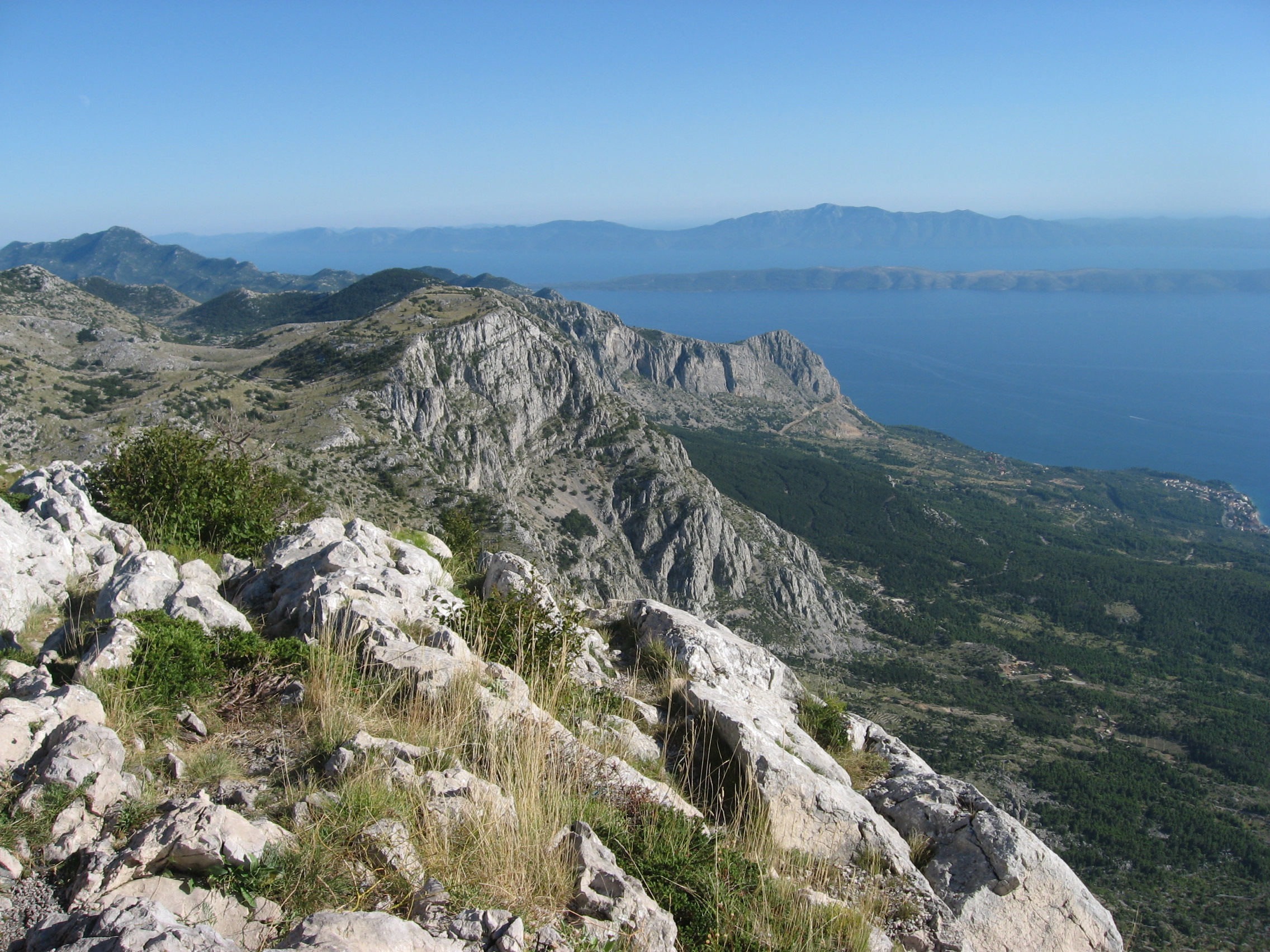
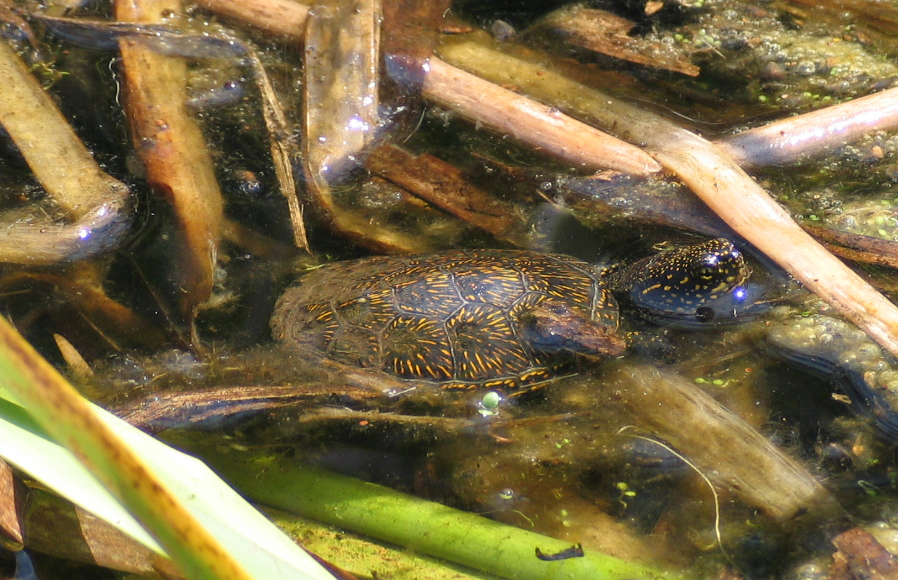
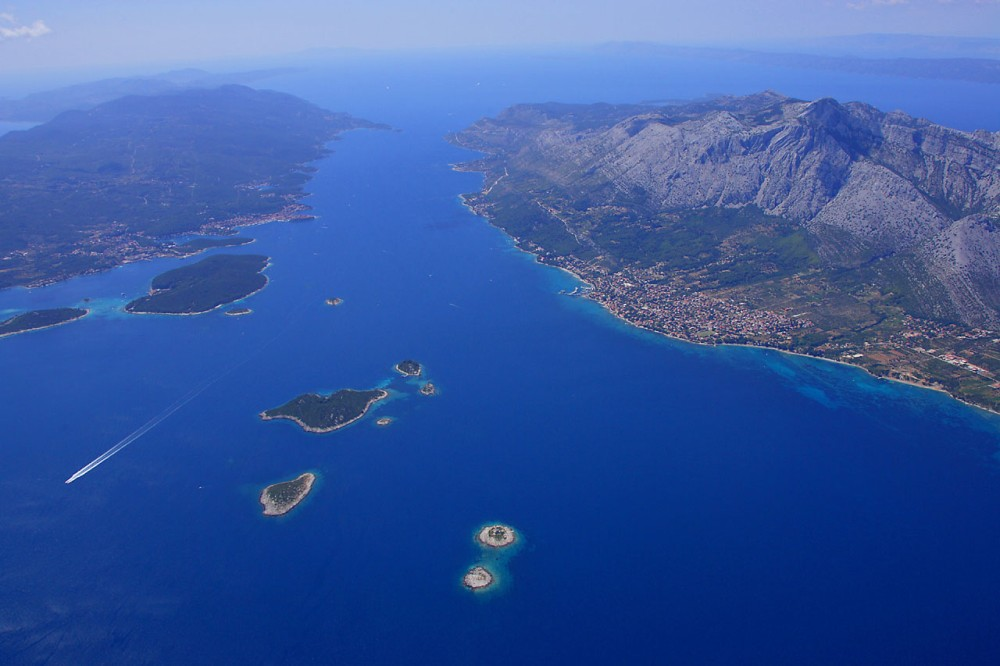

## Geografia
Pelješac está localizada na parte sul da Croácia. É delimitado por canal de Neretva, golfo de Mali Ston, canal de Mljet e os canais de Pelješac. Estende-se quase paralelamente à direção da costa e de por termo a um longo terreno de 65 km. Sua área é de 348 quilômetros quadrados, sobre o continente, que é ligado a "Stonska prevlaka", cujo está sobre o maior estreito, cerca de 1450 metros. Prevlaka é a principal área e naturalmente é uma criação nanosima, o que mostra que Peljesac já foi uma ilha. A península também é montanhosa com uma grande quantidade de campos.